# The River Niger (opera teatrale)
The River Niger è un'opera teatrale del drammaturgo Joseph A. Walker, rappresentata in prima assoluta nell'Off-Off-Broadway nel 1972.

## Trama
Johnny Williams è un nero che di lavoro fa il poeta e vorrebbe contemporaneamente dedicarsi alla vita. Sta cercando di aiutare anche la moglie malata, ma i tempi sono duri. Tutti i suoi amici cercano di aiutarlo, compreso Dudley.

## Riconoscimenti
Il dramma ha vinto il Drama Desk Award, l'Obie Award ed il Tony Award alla migliore opera teatrale.

## Trasposizione cinematografica
Nel 1976 il film è stato riadattato nell'omonimo film con Cicely Tyson, James Earl Jones e Louis Gossett Jr..